# Четрдесета изложба УЛУС-а (1965)
Четрдесета изложба УЛУС-а (1965) је трајала од 11. до 30. новемрба 1965. године. Одржана је у галеријском простору Удружења ликовних уметника Србије односно у Уметничком павиљону "Цвијета Зузорић", у Београду.

## Каталог
Каталог и плакат је израдио Едуард Степанчић.

## Излагачи

### Сликарство
1. Анте Абрамовић
2. Крста Андрејевић
3. Радуле Анђелковић
4. Даница Антић
5. Момчило Антоновић
6. Боса Беложански
7. Маринко Бензон
8. Михаил Беренђија
9. Никола Бешевић
10. Павле Блесић
11. Олга Богдановић
12. Славољуб Богојевић
13. Милан Божовић
14. Филип Буловић
15. Здравко Вајагић
16. Војин Величковић
17. Бранислав Вељковић
18. Душко Вијатов
19. Драгиња Влашић
20. Мића Вујовић
21. Бошко Вукашиновић
22. Драга Вуковић
23. Синиша Вуковић
24. Живан Вулић
25. Руди Габерц
26. Слободан Гавриловић
27. Слободан Бодо Гарић
28. Радоман Гашић
29. Милош Гвозденовић
30. Никола Граовац
31. Александар Грбић
32. Оливера Грбић
33. Боривој Грујић
34. Мило Димитријевић
35. Јован Димовски
36. Властимир Дискић
37. Дана Докић
38. Милан Ђокић
39. Заре Ђорђевић
40. Радмила Ђорђевић
41. Маша Живкова
42. Мате Зламалик
43. Бошко Илачевић
44. Ксенија Илијевић
45. Иван Јакобчић
46. Љубодраг Јанковић
47. Мара Јелесић
48. Александар Јеремић
49. Светозар Јовановић
50. Ђорђе Јовановић
51. Милош Јовановић
52. Вера Јосифовић
53. Милан Керац
54. Лиза Крижанић Марић
55. Чедомир Крстић
56. Слободанка Кузманић
57. Јован Кукић
58. Александар Кумрић
59. Божидар Лазаревић
60. Милосав Лазаревић
61. Радмила Лазаревић
62. Боривој Ликић
63. Светолик Лукић
64. Милан Маринковић
65. Војислав Марковић
66. Мома Марковић
67. Душан Миловановић
68. Живорад Милошевић
69. Бранимир Минић
70. Витомир Митровић
71. Саша Мишић
72. Душан Мишковић
73. Милосав Младеновић
74. Десанка Мустур
75. Анкица Опрешник
76. Лепосава Ст. Павловић
77. Чедомир Павловић
78. Татјана Пајевић
79. Илија Пауновић
80. Стојан Пачоов
81. Душан Перчинков
82. Градимир Петровић
83. Јелисавета Ч. Петровић
84. Милорад Пешић
85. Татјана Поздњаков
86. Божидар Продановић
87. Михајло Протић
88. Благота Радовић
89. Југослав Радојичић
90. Ђуро Радоњић
91. Борислав Ракић
92. Вељко Синко
93. Феђа Соретић
94. Бранко Станковић
95. Боривоје Стевановић
96. Милица Стевановић
97. Тодор Стевановић
98. Едуард Степанчић
99. Мирко Стефановић
100. Живко Стојсављевић
101. Рафаило Талви
102. Татјана Тарновска
103. Невена Теокаревић
104. Олга Тиран
105. Војислав Тодорић
106. Дмитар Тривић
107. Стојан Трумић
108. Милорад Ћирић
109. Драган Ћирковић
110. Борис Хелд
111. Љубомир Цветковић
112. Љубомир Цинцар-Јанковић
113. Глигор Чемерски
114. Јадвига Четић
115. Милан Четић
116. Катица Чешљар
117. Оливера Чохаџић Радовановић
118. Дмитар Чудов
119. Зуко Џумхур
120. Мила Џокић
121. Томислав Шебековић
122. Мирјана Шипош
123. Кемал Ширбеговић
124. Милена Шотра

### Вајарство
1. Градимир Алексић
2. Габор Алмаши
3. Борис Анастасијевић
4. Милан Бесарабић
5. Коста Богдановић
6. Радмила Будисављевић Вујошевић
7. Милан Верговић
8. Војислав Вујисић
9. Душан Гаковић
10. Милија Глишић Змајевац
11. Радмила Граовац
12. Милорад Дамњановић
13. Јован Ервачиновић
14. Војислав Јакић
15. Божидар Јововић
16. Даница Кокановић Младеновић
17. Мирјана Кулунџић Летица
18. Франо Менегело Динчић
19. Живорад Михаиловић
20. Милија Нешић
21. Душан Николић
22. Мирослав Николић
23. Божидар Обрадовић
24. Владета Петрић
25. Мирослав Протић
26. Рајко Радовић
27. Мира Сандић
28. Сава Сандић
29. Михајло Станић
30. Славољуб Станковић
31. Михајло Трипковић
32. Петар Убовић
33. Јосиф Хрдличка

### Графика
1. Миливој-Елим Грујић
2. Емир Драгуљ
3. Даринка Ђорђевић
4. Бранислав Макеш
5. Милан Мартиновић
6. Слободан Михајловић
7. Ратимир Руварац
8. Милан Станојев
9. Халил Тиквеша
10. Милош Ћирић